# Pfarrkirche Dornbirn-St. Martin

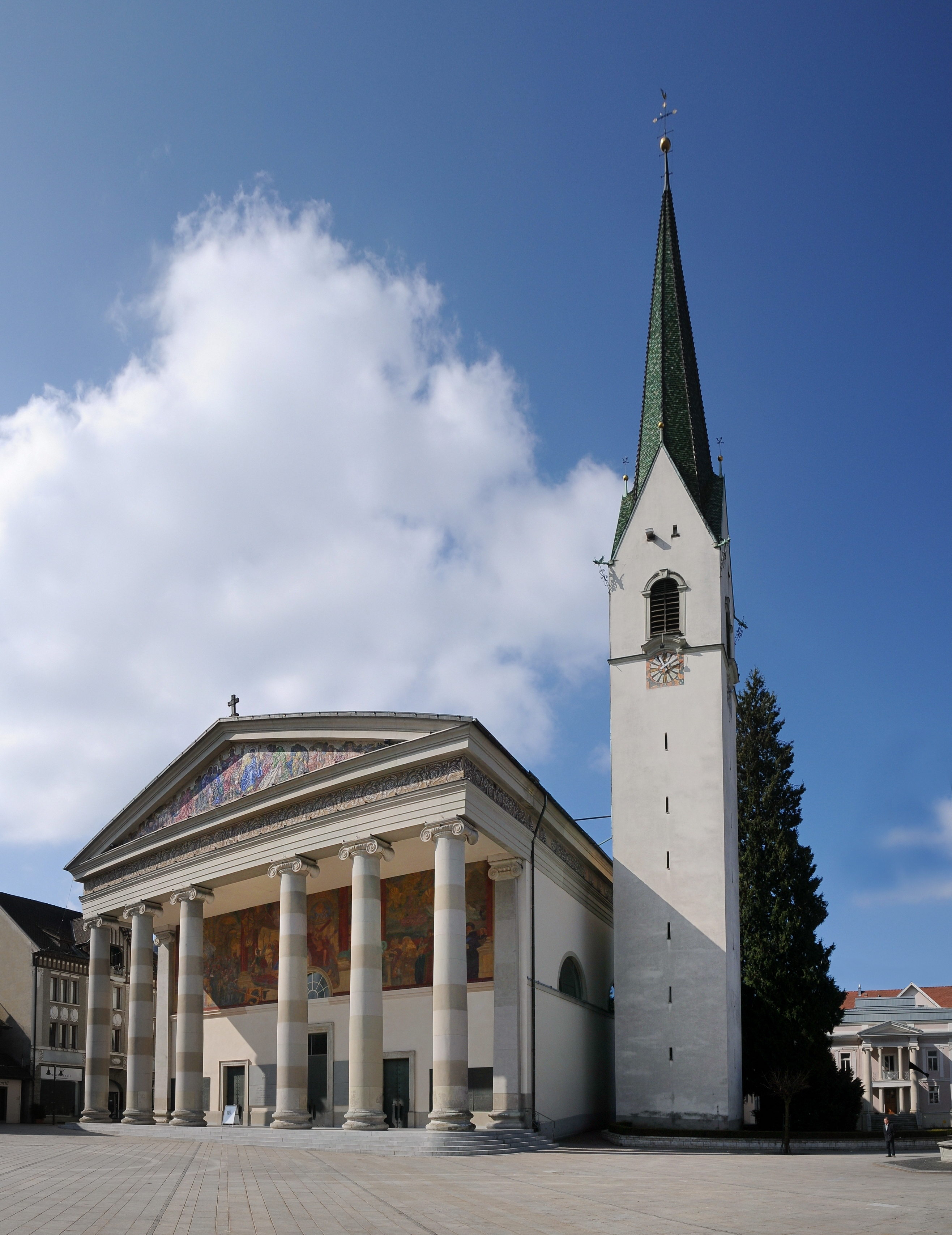
Katholische Pfarrkirche hl. Martin in Dornbirn

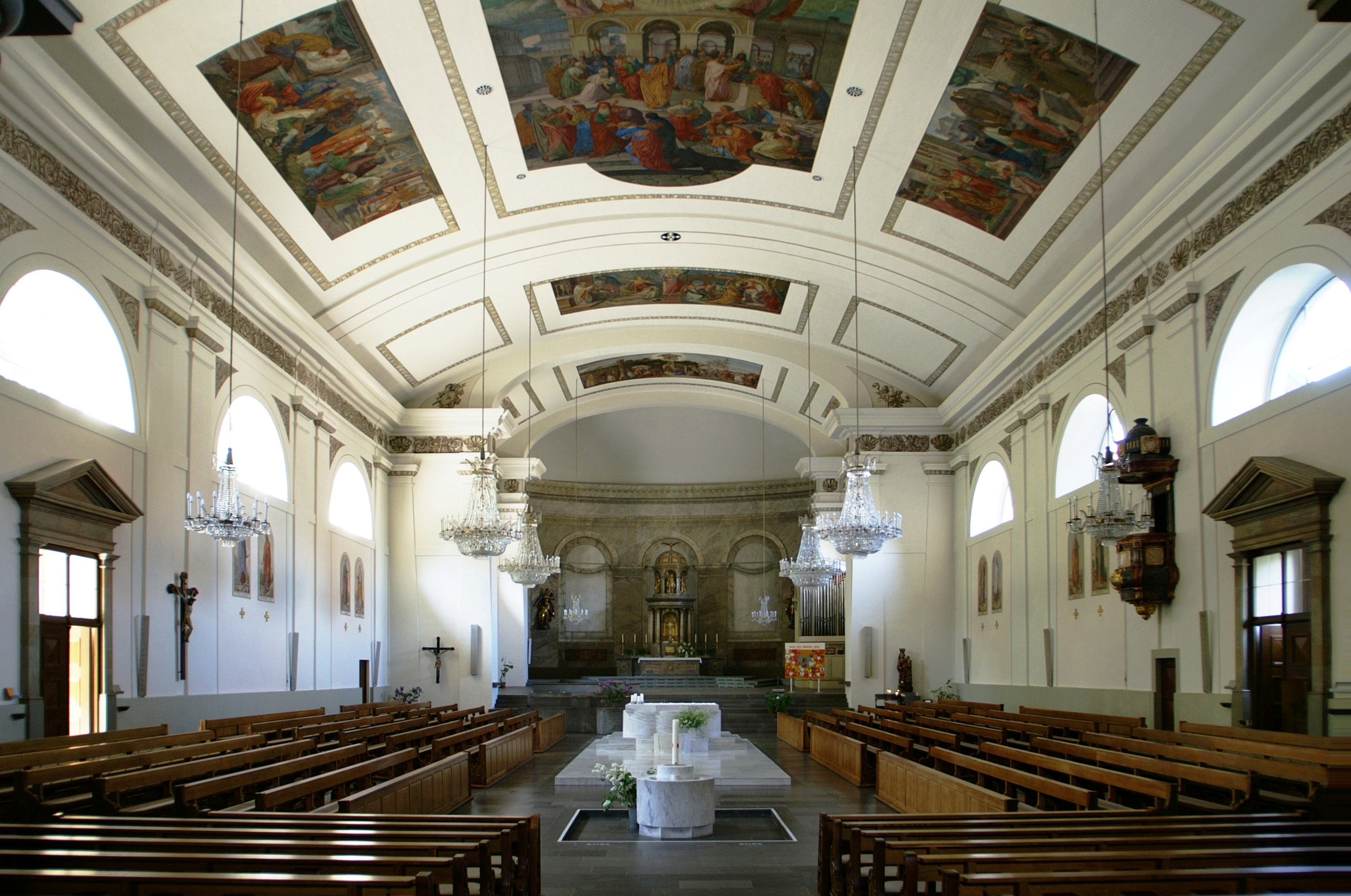
Innenansicht der Stadtpfarrkirche mit Blick zum Chor

Die römisch-katholische Pfarrkirche Dornbirn-St. Martin (auch: Marktkirche oder Pfarrkirche Dornbirn-Markt) steht im zentralen Stadtteil Markt in der Gemeinde Dornbirn im Bezirk Dornbirn in Vorarlberg. Sie ist dem heiligen Martin geweiht und gehört zum Dekanat Dornbirn in der Diözese Feldkirch. Das Bauwerk steht unter Denkmalschutz.

## Lagebeschreibung
Die Kirche steht im zentralen Stadtteil Markt am Marktplatz.

## Geschichte

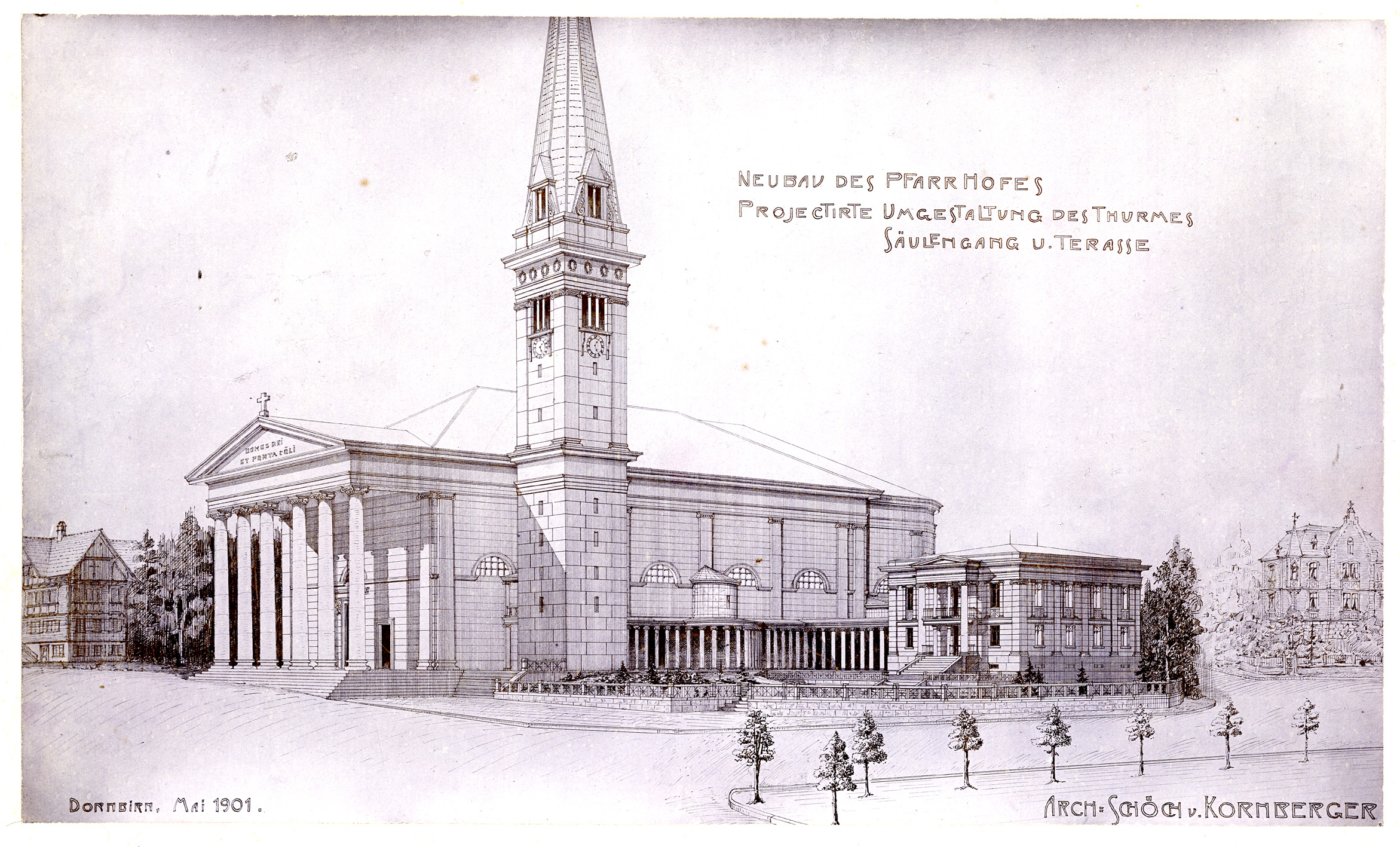
Zeichnung der Architekten Schöch und Kornberger zum Pfarrhof-Neubau mit einem projektierten, aber nicht ausgeführten Turmumbau 1901

Eine erste Erwähnung der St. Martins-Kirche  ist auf 1130 datiert. Mit dem Jahre 1266 ist ein Pfarrer nachweisbar und mit dem Jahre 1401 ist eine Kirche beurkundet. 1453 entstand eine gotische Kirche, deren Turm in seiner Grundsubstanz bis heute erhalten ist. Nach einem Brand wurde die Kirche in den Jahren 1669 bis 1670 vergrößert und barockisiert. In den Jahren 1751 bis 1753 wurde ein Neubau nach den Plänen von Kaspar Koller errichtet, der Turm von 1453 beibehalten und 1767 auf die jetzige Höhe von 64 m aufgestockt. In den Jahren 1839 bis 1840 erfolgte der heutige klassizistische Neubau des Kirchenschiffs, wiederum unter Erhalt des gotischen Turms, nach den Plänen von Martin von Kink mit Weihe im Jahre 1857. Der klassizistische Neubau war nun mit dem Chor nach Westen ausgerichtet und erhielt zum Marktplatz den Eingang mit einer monumentalen ionischen Tempelfassade mit sechs Freisäulen und klassischem Giebeldreieck. Von 1967 bis 1969 erfolgte eine Innenrestaurierung und Umgestaltung unter Architekt Emil Steffan.
Der ursprünglich um die Kirche liegende Friedhof wurde 1842 anlässlich des Neubaus der Kirche etwa 300 Meter Luftlinie östlich hinter dem Rathaus neu errichtet, wo er noch heute besteht. Der bisherige „alte“ Friedhof wurde aufgelassen und teilweise mit Bäumen bepflanzt und ist heute ein Teil des sogenannten Martinsparks. 1854 wurde beim alten Friedhof vom damaligen Pfarrer ein Missionskreuz errichtet.

## Architektur
Kirchenäußeres
Die Kirche mit mächtigem Saalbau und Rundchor unter einem Satteldach besitzt an der Hauptgiebelfassade einen Säulenportikus über die gesamte Breite und hat nördlich einen freistehenden Kirchturm mit Giebelspitzhelm. An der Eingangswand über den drei Portalen ist ein Fresko Christus der Weltenrichter, davon links Einzug der Krieger in den Himmel mit Heiligen Martin und Maria und rechts die Kirchenlehrer Augustinus, Hieronymus und Chrysostomus und die Dichter Dante und Milton und Künstler Michelangelo, Dürer, Rubens, Signorelli und oben Kampf der bösen Geister ist vom Maler Josef Huber aus dem Jahre 1923. Im Giebelfeld des Portikus ist ein Mosaik Einzug Jesu in Jerusalem von Josef Huber aus 1924.
Kircheninneres
Im Inneren befindet sich an der Decke ein Fresko Anbetung der Könige und Hirten, mit Vertretern des Alten und Neuen Testamentes aus 1849 vom Maler Johann Kaspar Rick. Weiters Fresken stammen von Franz Plattner aus den Jahren 1876 bis 1877.

## Ausstattung
Der Volksaltar und der Taufstein sind vom Bildhauer Herbert Albrecht aus dem Jahre 1969.

### Orgeln

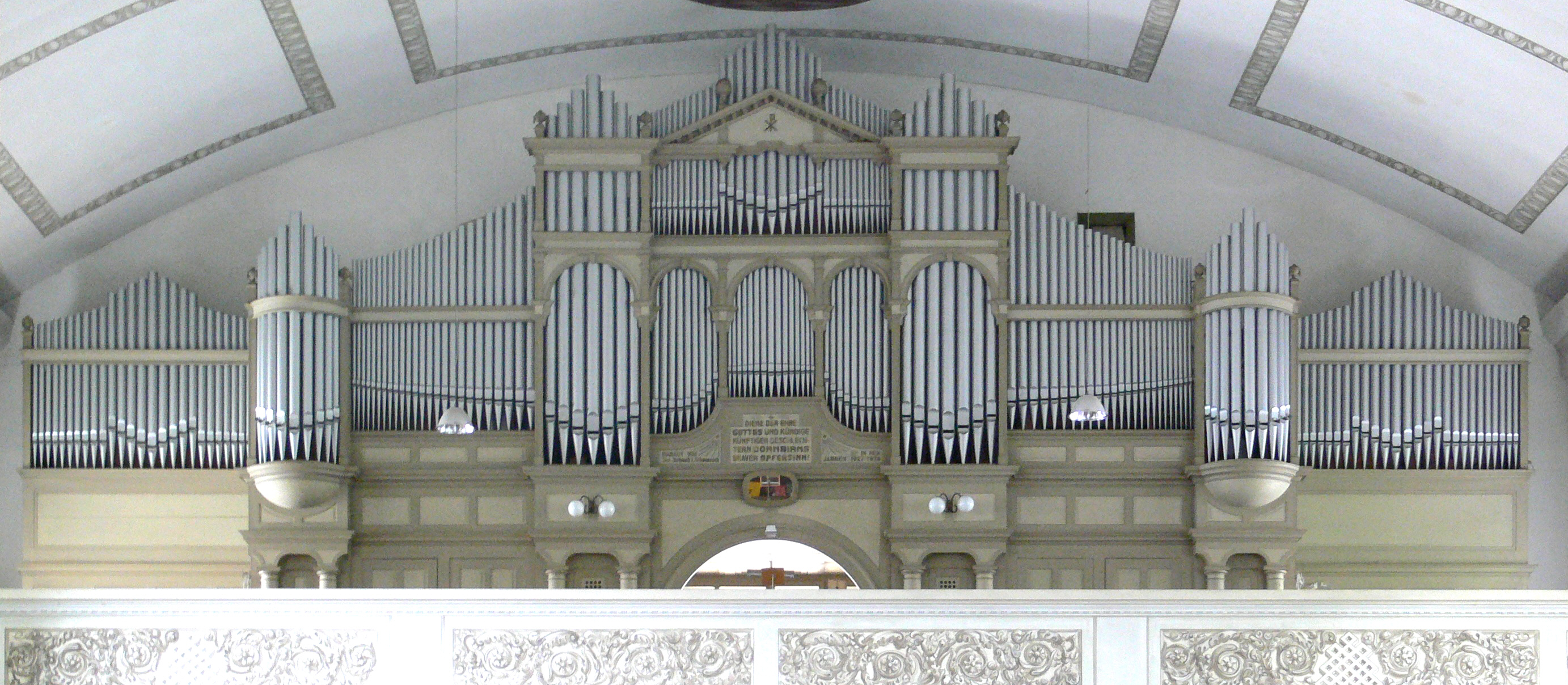
Prospekt der Behmann-Orgel des Stadtpfarrkirche St. Martin

Die jetzige Kirche erhielt 1845 eine zweimanualige Orgel mit 30 Registern von Remigius Haaser (Immenstadt/Allgäu). Ab etwa 1925 sammelte die Gemeinde Geld für eine größere Orgel. Diese wurde 1927 von Josef Behmann (Sohn von Anton Behmann) aus Schwarzach mit zunächst 67, auf Kegelladen stehenden Registern erbaut. Der ungewöhnlich breit ausladende Prospekt mit insgesamt über 200, davon vielen stummen und überlangen klingenden, Pfeifen wurde nach einem Plan vom Bildhauer Thomas Mennel gefertigt. Eine Besonderheit stellen die 1928 durch Behmann ergänzten fünf, auf Schleifladen gestellten Hochdruckstimmen dar. Das Instrument verfügt somit über 72 Register auf drei Manualen und Pedal. Sie ist die mit Abstand größte Orgel Vorarlbergs und, von erneuerten Verschleißteilen abgesehen, original erhalten. Die Trakturen sind elektro-pneumatisch. 
Die Orgel war bereits 1964 stark reparaturbedürftig. Ein Ersatz durch einen Neubau stand im Zuge der von 1967 bis 1969 vorgenommenen Kirchenumgestaltung zur Debatte. Verschiedene Gutachter kamen zu gegensätzlichen Ergebnissen, so dass man die Orgel stehen ließ und stattdessen 1970 die Chororgel baute. Nachdem Martin Haselböck 1984 deutlich für einen Erhalt des Behmann-Werkes votierte, führte die Firma Kuhn (Männedorf/CH) 1986 eine Restaurierung durch und stellte die durch die Abnutzung geringfügig veränderte Intonation wieder auf die des Erbauers ein. 2020/21 waren eine aufwendige Schimmelsanierung und erneute Ausreinigung von Haupt- und Chororgel fällig, welche Fa. Kuhn erledigte.
| I Hauptwerk C–a3 |                    |        |
| 1.               | Prinzipal mayor    | 16′    |
| 2.               | Flauto amabile     | 16′    |
| 3.               | Prinzipal primo    | 8′     |
| 4.               | Prinzipal piano    | 8′     |
| 5.               | Doppelgedeckt      | 8′     |
| 6.               | Viola baritona     | 8′     |
| 7.               | Flöte harmonique   | 8′     |
| 8.               | Salicional         | 8′     |
| 9.               | Großquinte         | 5 1⁄3′ |
| 10.              | Oktave             | 4′     |
| 11.              | Hohlflöte          | 4′     |
| 12.              | Dolce              | 4′     |
| 13.              | Quinte             | 2 ⁄3′  |
| 14.              | Superoktave        | 2′     |
| 15.              | Septim             | 1 ⁄7′  |
| 16.              | Cornet IV-V        | 8′     |
| 17.              | Mixtur VI          | 2 ⁄3′  |
| 18.              | Trompete           | 8′     |
| 19.              | Clairon            | 4′     |
|                  |                    |        |
|                  | Hochdruck-Register |        |
| 20.              | Prinzipal          | 8′     |
| 21.              | Violine            | 8′     |
| 22.              | Gedeckt            | 8′     |
| 23.              | Tuba mirabilis     | 8′     |

| II Schwellwerk C–a3 |                      |       |
| 24.                 | Bourdon              | 16′   |
| 25.                 | Prinzipal secundo    | 8′    |
| 26.                 | Tibia                | 8′    |
| 27.                 | Gedeckt              | 8′    |
| 28.                 | Gamba                | 8′    |
| 29.                 | Quintatön            | 8′    |
| 30.                 | Gemshorn             | 8′    |
| 31.                 | Aeoline              | 8′    |
| 32.                 | Vox coelestis        | 8′    |
| 33.                 | Geigenprinzipal      | 4′    |
| 34.                 | Traversflöte         | 4′    |
| 35.                 | Viola d´amour        | 4′    |
| 36.                 | Piccolo              | 2′    |
| 37.                 | Harmonia ätherea III | 2 ⁄3′ |
| 38.                 | Mixtur minor IV-V    | 2′    |
| 39.                 | Trompete harm.       | 8′    |
| 40.                 | Klarinette           | 8′    |
| 41.                 | Glockenspiel (d0-d2) |       |

| III Schwellwerk C–g3 |                 |        |
| 42.                  | Quintatön       | 16′    |
| 43.                  | Geigenprinzipal | 8′     |
| 44.                  | Bordun          | 8′     |
| 45.                  | Viola di alta   | 8′     |
| 46.                  | Konzertflöte    | 8′     |
| 47.                  | Unda maris      | 8′     |
| 48.                  | Dulciana        | 8′     |
| 49.                  | Fugara          | 4′     |
| 50.                  | Rohrflöte       | 4′     |
| 51.                  | Flageolet       | 2′     |
| 52.                  | Terzflöte       | 1 3⁄5′ |
| 53.                  | Cymbalo III-IV  | 2′     |
| 54.                  | Vogelsang       | 1′     |
| 55.                  | Oboe            | 8′     |
| 56.                  | Vox humana      | 8′     |
|                      | Tremolo         |        |

| Pedal C–f1 |                    |                            |
| 57.        | Mayorbaß           | 32′ (aus Nr. 58 + 10 2⁄3′) |
| 58.        | Prinzipalbaß       | 16′                        |
| 59.        | Subbaß             | 16′                        |
| 60.        | Violonbaß          | 16′                        |
| 61.        | Harmonikabaß       | 16′                        |
| 62.        | Echobaß            | 16′                        |
| 63.        | Quintbaß           | 10 2⁄3′                    |
| 64.        | Oktavbaß           | 8′                         |
| 65.        | Cello              | 8′                         |
| 66.        | Gedecktbaß         | 8′                         |
| 67.        | Choralbaß          | 4′                         |
| 68.        | Großtuba           | 32′                        |
| 69.        | Hochdruck-Bombarde | 16′                        |
| 70.        | Posaune            | 16′                        |
| 71.        | Baßtuba            | 8′                         |
| 72.        | Baßtrompete        | 4′                         |

- Koppeln: Normalkoppeln, Effektkoppeln
- Spielhilfen: sieben feste Kombinationen (u. a. pp, p, mf, f, pleno, tutti), drei freie Kombinationen, Crescendowalze
- Winddrücke: zwischen 75 und 85 mm WS[9], Hochdruckstimmen 200 mm WS[10]

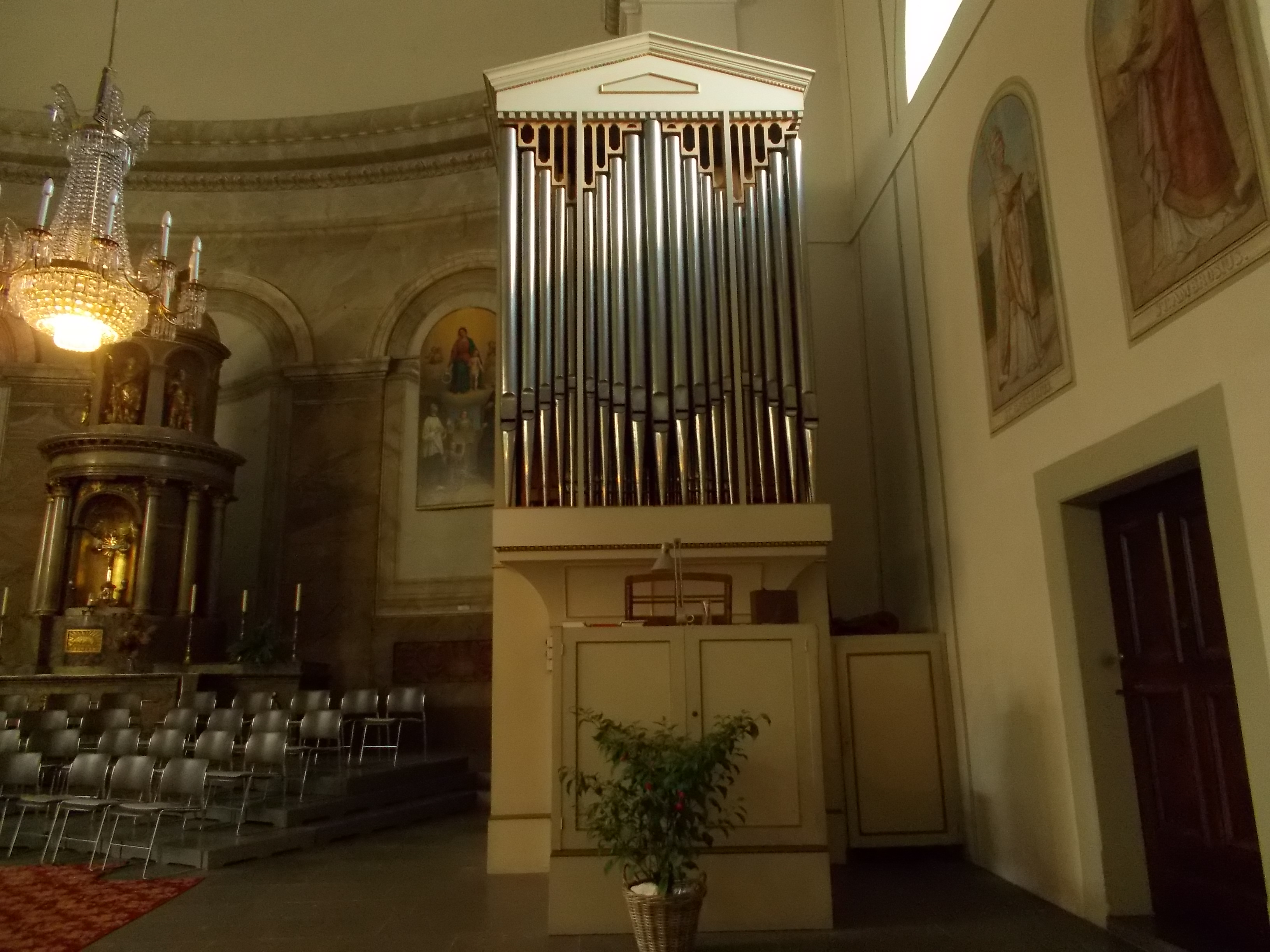
Blick auf die Chororgel

Die Chororgel aus dem Jahre 1970 ist vom Orgelbauer Johannes Karl (Aichstetten) gebaut, verfügt über 15 Register auf zwei Manualen und Pedal und hat vollmechanische Trakturen.

#### Konzerte
An Samstagen im Mai und Juni findet jeweils vormittags eine halbstündige „Orgelmusik zum Dornbirner Markt“ statt, im Herbst gibt es das „Internationale Festival Symphonische Orgelkunst“.

### Glocken
Im Turm hängen insgesamt sechs Glocken. Nachdem zwei Glocken von 1600 und 1814 im Ersten Weltkrieg für Rüstungszwecke beschlagnahmt wurden, sind noch zwei historische Bronzeglocken vorhanden: Die kleinste, das ehemalige Sterbeglöckchen, wurde 1731 von Johann Baptist Aporta in Bregenz gegossen und hat den Ton h2, die größere mit dem Ton ges1 stammt von Hans Malin aus Lothringen aus dem Jahr 1548. Vier Glocken wurden vom Böhlerwerk in Kapfenberg 1922 aus Gussstahl gegossen.
Das Geläut (ohne Totenglocke) erklingt in der Disposition b0–des1−es1–ges1–b1.

## Tonträger
Johannes Geffert: Bach's Memento - Orgelwerke von J. S. Bach in romantischer Bearbeitung, Label: Edition Lade EL CD 030
Andreas Jetter: Franz Schmidt - Orgelwerke Vol. 1, Label: Ambiente Audio